# Stenträsket, Ångermanland
Stenträsket är en sjö i Nordmalings kommun i Ångermanland och ingår i Leduåns huvudavrinningsområde. Sjön är 8,3 meter djup, har en yta på 0,206 kvadratkilometer och befinner sig 239,2 meter över havet.

## Delavrinningsområde
Stenträsket ingår i det delavrinningsområde (707269-166950) som SMHI kallar för Utloppet av Stenträsket. Medelhöjden är 255 meter över havet och ytan är 2,76 kvadratkilometer. Räknas de 3 avrinningsområdena uppströms in blir den ackumulerade arean 8,04 kvadratkilometer. Vattendraget som avvattnar avrinningsområdet har biflödesordning 3, vilket innebär att vattnet flödar genom totalt 3 vattendrag innan det når havet efter 35 kilometer. Avrinningsområdet består mestadels av skog (71 procent). Avrinningsområdet har 0,21 kvadratkilometer vattenytor vilket ger det en sjöprocent på 7,5 procent.